# Čcherimela
Čcherimela (gruzínsky ჩხერიმელა) je řeka v Gruzii (Imeretie). Je to levý přítok Dziruly. Je dlouhá 39 km. Povodí má rozlohu 490 km².

## Průběh toku
Pramení v Lišském hřbetu na západním svahu u Suramského průsmyku. Ústí do řeky Dzirula u městečka Dzirula.

## Vodní stav
Průměrný průtok vody činí v ústí 13,6 m³/s. Při větším dešti způsobuje záplavy.

## Využití
Leží na ní město Charagauli.